# Terrence McNally
Terrence McNally (São Petersburgo, 3 de novembro de 1938 – Sarasota, 24 de março de 2020) foi um dramaturgo, libretista e roteirista norte-americano. 

## Biografia
Descrito como "o bardo do teatro norte-americano" e "um dos maiores dramaturgos contemporâneos que o mundo do teatro já produziu" McNally foi introduzido no Hall da Fama do Teatro Norte-Americano em 1996. Recebeu o Tony Award de 2019 por Realização da Vida, o Prêmio Conquista da Vida da Guilda dos Dramaturgos em 2011 e o Prêmio Lucille Lortel de Realização da Vida. Em 2018, foi introduzido na Academia Americana de Artes e Letras, o mais alto reconhecimento de mérito artístico nos Estados Unidos. 
Recebeu o Tony Award de Melhor Peça para Love! Valour! Compassion e Master Class, além do Tony Award de Melhor Libreto de Musical por Kiss of the Spider Woman e Ragtime. Seus outros elogios incluíram um Emmy Award, duas Bolsas Guggenheim, um Rockefeller Grant, quatro Drama Desk Awards, dois Lucille Lortel Awards, dois Obie Awards e três Hull-Warriner Awards.
Sua carreira durou seis décadas, e suas peças, musicais e óperas foram rotineiramente executadas em todo o mundo. Escreveu também roteiros de cinema, roteiros de televisão e um livro de memórias. Ativo nos movimentos de teatro regionais e off-Broadway, bem como na Broadway, foi um dos poucos dramaturgos de sua geração que passou com sucesso da vanguarda para a aclamação da maioria. Seu trabalho centrou-se nas dificuldades e na necessidade urgente de conexão humana. Foi vice-presidente do Conselho da Associação dos Dramáticos de 1981 a 2001. 

## Morte
Morreu de complicações da COVID-19 em 24 de março de 2020, aos 81 anos, no Sarasota Memorial Hospital, em Sarasota, na Flórida.